# HK Triglav Kranj
Der HK Triglav (Hokeyski Klub Triglav, oft auch HK Triglav Kranj) ist ein slowenischer Eishockeyclub aus Kranj, der zurzeit in der Inter-National-League spielt.

## Geschichte
Der Verein wurde im Jahr 1968 gegründet und spielte über lange Jahre in der zweiten Leistungsstufe des jugoslawischen Eishockeys. In den 1970er Jahren konnte die Meisterschaft mehrmals gewonnen werden, aber vor allem finanzielle Probleme verhinderten einen Aufstieg in die höchste Liga des Landes. Zu dieser Zeit spielte der Club noch auf Natureis, erst im Jahr 1981 wurde die erste Kunsteisbahn fertiggestellt. Nach der Saison 1985/86, als die zweite Liga zum dritten Mal gewonnen werden konnte, folgte eine schwierige Zeit, als erneut finanzielle Probleme einen Aufstieg verhinderten und sich eine Abwanderungswelle von wichtigen Spielern einstellte. Erst nach der Unabhängigkeit Sloweniens stabilisierte sich die Lage. In der Saison 1995/96 gelang mit dem vierten Rang in der Slowenischen Eishockeyliga die bisher beste Platzierung, was der Club ein Jahr später noch einmal wiederholen konnte.
In der Saison 2006/07 nahm der Club auch an der Gruppe B der Interliga teil, eines multinationalen Eishockeywettbewerbes, und belegte dort hinter dem Farmteam des HK Jesenice den zweiten Platz nach dem Grunddurchgang. Die Mannschaft schied jedoch im Halbfinale gegen den zuvor schlechter platzierten KHL Mladost Zagreb aus. 
Die Jugendmannschaft des Clubs gewann in der Saison 2002/03 die slowenische Nachwuchsmeisterschaft.

## Erfolge
- Meister der zweiten jugoslawischen Liga in den Jahren 1971, 1980 und 1986
- Meister der slowenischen Nachwuchsliga 2003

## Spielstätte
Die Heimstätte des Clubs ist die im Jahr 2007 neu errichtete Arena Zlato polje, die 220 Zuschauern Platz bietet. 